# HMS Punjabi (F21)
HMS Punjabi (L21/F21) là một tàu khu trục lớp Tribal được chế tạo cho Hải quân Hoàng gia Anh Quốc trước Chiến tranh Thế giới thứ hai. Tên nó được đặt theo người Punjab, một dân tộc sống tại khu vực Punjab giáp ranh giữa Ấn Độ và Pakistan. Nó đã phục vụ trong Thế Chiến II cho đến khi bị đắm do va chạm với thiết giáp hạm King George V vào tháng 5 năm 1942.

## Thiết kế và chế tạo
Punjabi được đặt hàng cho xưởng tàu của hãng Scotts Shipbuilding and Engineering Company ở Greenock, Scotland vào ngày 19 tháng 6 năm 1936 trong Chương trình Chế tạo Hải quân 1935. Nó được đặt lườn vào ngày 1 tháng 10 năm 1936, và được hạ thủy vào ngày 18 tháng 12 năm 1937. Punjabi được hoàn tất và nhập biên chế vào ngày 23 tháng 3 năm 1939 với chi phí 343.005 Bảng Anh, không tính đến vũ khí và thiết bị thông tin liên lạc do Bộ Hải quân Anh cung cấp.

## Lịch sử hoạt động

### Trước chiến tranh
Punjabi được phân về Chi hạm đội Khu trục Tribal 2 thuộc Hạm đội Nhà, vốn được đổi tên thành Chi hạm đội Khu trục 6 vào tháng 4 năm 1939. Đang khi trong giai đoạn chạy thử máy, nó được huy động vào việc truy tìm và cứu giúp cho chiếc tàu ngầm Thetis vốn bị đắm trong vịnh Liverpool. Sau đó nó tham gia cùng Hạm đội Nhà trong các cuộc thực tập.

### Vùng biển nhà
Khi chiến tranh nổ ra vào tháng 9 năm 1939, Punjabi cùng chi hạm đội được bố trí vào các nhiệm vụ của Hạm đội Nhà, bao gồm tuần tra chống tàu ngầm và bảo vệ các đoàn tàu vận tải tại Khu vực tiếp cận phía Tây và Bắc Hải. Vào tháng 10, nó tham gia một nỗ lực không thành công để cứu hộ một thủy phi cơ Đức bị rơi. Vào ngày 2 tháng 12, nó bị hư hại cấu trúc mũi tàu do va chạm với chiếc tàu buôn SS Lairdscrest về phía Nam đảo Holy. Nó được sửa chữa tại xưởng tàu của hãng Alexander Stephen and Sons tại Govan từ ngày 15 tháng 12 đến cuối tháng 2 năm 1940, khi nó gia nhập trở lại chi hạm đội và đặt căn cứ tại Scapa Flow cho các nhiệm vụ tuần tra và hộ tống.
Vào tháng 4, Punjabi tham gia một số cuộc điều động lực lượng của Hạm đội Nhà để truy tìm các tàu chiến Đức tại Bắc Hải và ngoài khơi bờ biển Na Uy. Vào ngày 8 tháng 4, nó hộ tống các thiết giáp hạm đi đến trợ giúp cho tàu khu trục Glowworm vốn đang bị chiếc tàu tuần dương Admiral Hipper Đức tấn công. Glowworm cuối cùng đã húc vào Admiral Hipper trước khi bị đắm. Punjabi sau đó được bố trí ngoài khơi Narvik như lực lượng bảo vệ cho các hoạt động trong Trận Narvik thứ hai. Vào ngày 13 tháng 4, nó đụng độ với một số tàu khu trục Đức, bị bắn trúng sáu lần và bị loại khỏi vòng chiến trong vòng một giờ trước khi có thể tiếp tục hoạt động. Nó được sửa chữ tạm thời tại Skelfjord trước khi có thể quay trở lại xưởng tàu Devonport để được sửa chữa thêm. Khẩu pháo 4,7 in (120 mm) ở vị trí "X" của nó được thay thế bằng một khẩu pháo 4 in (100 mm) nòng đôi phòng không.
Khi quay trở lại hoạt động vào tháng 6, Punjabi đặt căn cứ tại Plymouth. Vào ngày 17 tháng 6, nó tham gia triệt thoái binh lính Đồng Minh và thường dân khỏi Saint-Nazaire, rồi quay trở lại đó vào ngày 20 tháng 6 để triệt thoái binh lính Ba Lan. Đến ngày 9 tháng 8, nó được bố trí cùng các tàu khu trục thuộc Hạm đội Nhà trong việc hộ tống các tàu chiến chủ lực của Lực lượng H từ Gibraltar. Sang tháng 9, nó hộ tống cho các đoàn tàu vận tải quân sự tham gia Chiến dịch Menace, cuộc tấn công lên Dakar trên đường đi qua Khu vực Tiếp cận Tây Bắc. Nó cũng hộ tống cho chiếc tàu tuần dương Fiji quay trở về Anh sau khi chiếc này trúng ngư lôi và bị hư hại ngoài khơi Hebrides. Trong thời gian còn lại của năm, nó hoạt động cùng chi hạm đội.
Vào tháng 2 năm 1941, Punjabi cùng chi hạm đội quay trở lại Scapa Flow trước khi nó được tái trang bị tại Rosyth trong tháng 3 và tháng 4. Công việc bao gồm bổ sung một dàn radar kiểu AVS của Không quân Hoàng gia Anh được cải biến để trang bị trên tàu. Vào cuối tháng 5, nó ở trong thành phần hộ tống cho các tàu chiến chủ lực của Hạm đội Nhà trong việc săn đuổi chiếc thiết giáp hạm Đức Bismarck sau vụ đánh chìm chiếc tàu chiến-tuần dương Hood. Vào ngày 27 tháng 7, nó cùng với tàu chị em Tartar hộ tống cho các tàu tuần dương Aurora và Nigeria trong việc khảo sát khả năng sử dụng Spitsbergen như một căn cứ tiếp nhiên liệu cho các tàu hộ tống bảo vệ các đoàn tàu vận tải Bắc Cực đi sang Nga.

### Biển Bắc Cực
Vào ngày 1 tháng 8, Punjabi và Tartar cho triệt thoái thường dân Na Uy khỏi đảo Bear rồi thực hiện một cuộc càn quét ngoài khơi bờ biển Na Uy trước khi quay trở về Scapa Flow. Đến ngày 30 tháng 8, Punjabi, Matabele và Somali hộ tống cho tàu sân bay Argus và tàu tuần dương Shropshire trong một chiến dịch nhằm cung cấp cho Liên Xô máy bay tiêm kích Hawker Hurricane và nhân sự Không quân Hoàng gia. Sau đó nó tiếp tục các nhiệm vụ thường lệ của chi hạm đội trước khi bắt đầu một đợt tái trang bị vào tháng 12, tại xưởng tàu của hãng Hawthorn Leslie and Company ở Newcastle upon Tyne. Công việc kéo dài cho đến cuối tháng 1 năm 1942, bao gồm việc sửa chữa những hư hại cấu trúc và động cơ do áp lực nặng khi di chuyển tốc độ cao lúc thời tiết xấu.
Vào tháng 3 năm 1942, Punjabi tham gia cùng các đơn vị khác của Hạm đội Nhà trong việc bảo vệ cho Đoàn tàu PQ-12 đi sang Nga và Đoàn tàu QP-8 quay trở về. Vào lúc này, người ta tin rằng chiếc thiết giáp hạm Đức Tirpitz đã ra khơi để đánh chặn các đoàn tàu vận tải. Punjabi là một trong số các tàu được giao nhiệm vụ hỗ trợ cho việc truy tìm đối phương, trong thực ra Tirpitz đã quay trở về cảng. Nó được cho tách khỏi nhiệm vụ truy tìm vào ngày 11 tháng 3 để quay trở về Scapa Flow sau khi gặp trục trặc bánh lái. Đến tháng 4, nó hộ tống cho Đoàn tàu PQ-10 quay trở về. Vào ngày 12 tháng 4, nó bị tàu ngầm U-boat U-453 tấn công nhưng bất thành. Nó hộ tống Đoàn tàu PQ-10 đi đến Iceland, và được cho tách ra khỏi nhiệm vụ sau khi đoàn tàu đến nơi vào ngày 21 tháng 4.

### Bị đắm

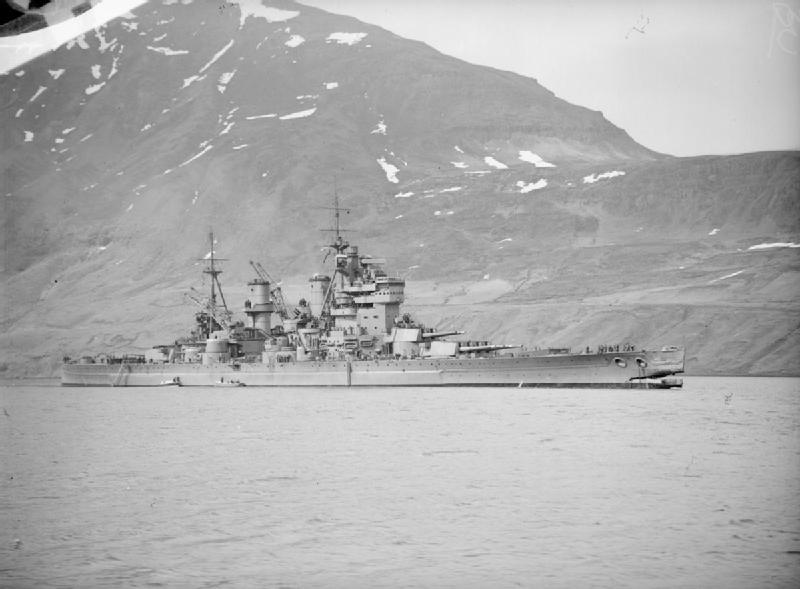
Thiết giáp hạm King George V với một lỗ thủng lớn phía mũi sau khi bị tai nạn va chạm với Punjabi trong sương mù vào ngày 1 tháng 5 năm 1942.

Vào ngày 26 tháng 4, Punjabi được bố trí trong thành phần hộ tống bảo vệ từ xa cho Đoàn tàu PQ-15; chúng khởi hành từ Hvalfjörður vào ngày 29 tháng 4. Đến ngày 1 tháng 5, nó bị thiết giáp hạm King George V đâm trúng trong hoàn cảnh thời tiết sương mù dày đặc. Punjabi bị mũi chiếc thiết giáp hạm cắt làm đôi; 169 người trong số thủy thủ đoàn được cứu vớt từ phần phía trước của con tàu, và thêm 40 người khác được vớt từ mặt nước bởi các tàu hộ tống khác, bao gồm chiếc Marne. Các thủy thủ ở phần phía sau của con tàu vốn bị chìm rất nhanh đã thiệt mạng khi các quả mìn sâu của nó phát nổ. 49 thành viên thủy thủ đoàn đã thiệt mạng trong tai nạn này. Nó đắm ở tọa độ 66°0′B 8°0′T / 66°B 8°T, trực tiếp ngay trên đường đi của chiếc thiết giáp hạm Hải quân USS Washington, vốn phải đi qua giữa hai phần của chiếc tàu khu trục đang chìm. Washington bị hư hại nhẹ do việc phát nổ các quả mìn sâu, trong khi King George V bị hư hại nặng mũi tàu, và bị buộc phải quay trở lại cảng để sửa chữa.